# Jai Bhim

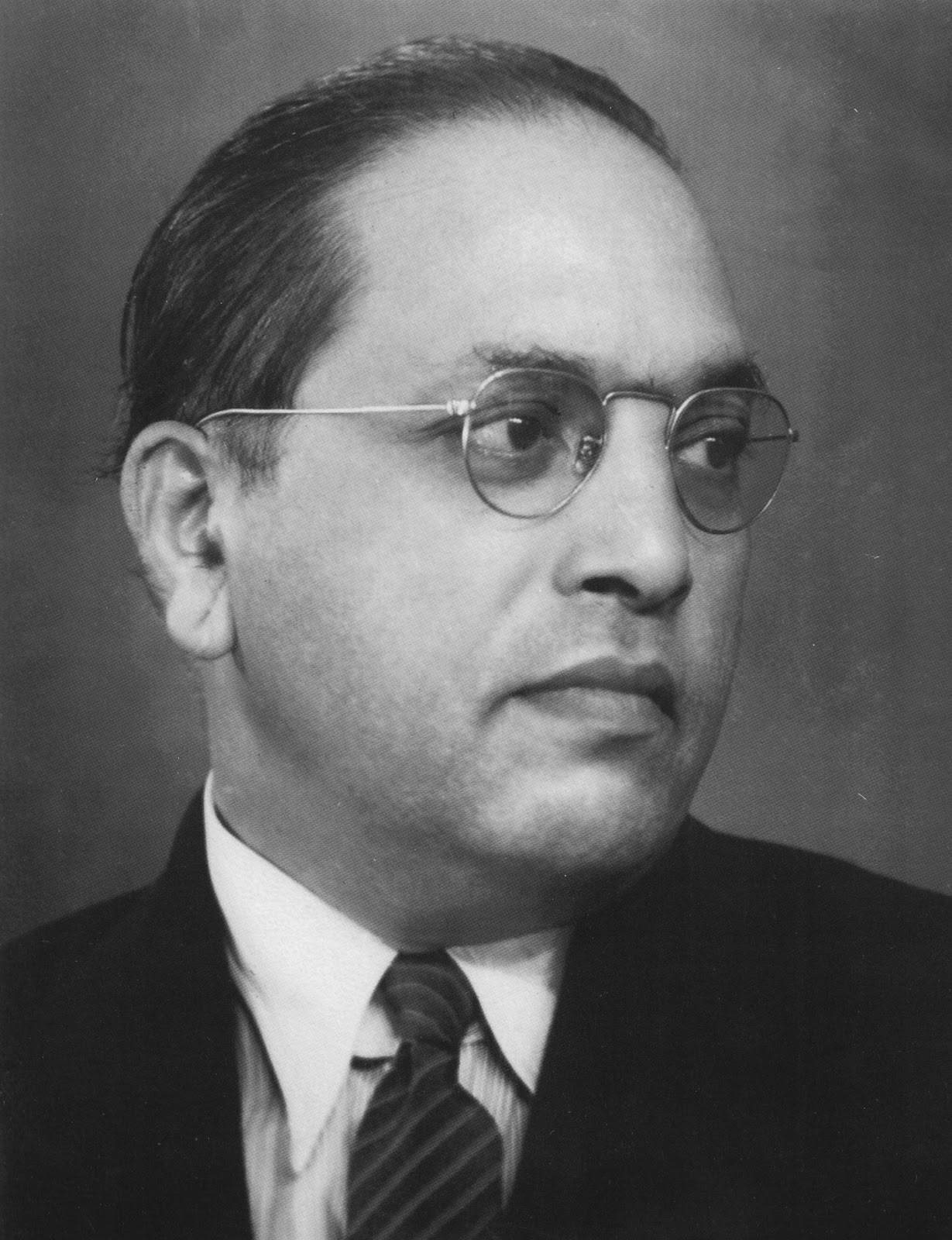
El saludo está dedicado a B. R. Ambedkar

Jai Bhim es un saludo y un eslogan utilizado por los seguidores de Bhimrao Ramji Ambedkar , un erudito indio, reformador social y el arquitecto principal de la Constitución de la India . Jai Bhim significa literalmente "viaje de la oscuridad a la luz" o "Victoria a Bhim" refiriéndose a BR Ambedkar . Sin embargo, su origen es oscuro y puede remontarse a 1818, mucho antes del nacimiento de Ambedkar.
Jai Bhim también es llamado como lema por algunos partidos políticos como el Partido Bahujan Samaj (BSP) y el Partido Republicano de la India (RPI).

## Cultura popular
El primer ministro de la India, Narendra Modi, durante el festival Ambedkar Jayanti y los mítines electorales saluda al ciudadano con Jai Bhim . Modi rindió homenaje a Ambedkar y levantó el lema 'Jai Bhim' antes de comenzar su discurso.